# April Grace
Pour les articles homonymes, voir Grace.
April Grace est une actrice  américaine née le 12 mai 1962 à Lakeland, Floride       (États-Unis).

## Filmographie
- 1994 : MacShayne: Winner Takes All (TV) : Casino Cashier
- 1994 :  Angie de Martha Coolidge: ICU Nurse #2
- 1995 : Headless Body in Topless Bar : Letitia Jackson
- 1995 : Safe : Susan
- 1995 : X-Files (épisode La Liste) : Danielle Manley
- 1996 : Voice from the Grave (TV) : Jennie
- 1997 : The Beneficiary (TV) : Dr. Gower
- 1997 : Bean, le film le plus catastrophe (Bean) : Nurse Pans
- 1998 : L'Heure magique (Twilight) : Police Stenographer
- 1998 : Chicago Cab : Shalita
- 1998 : La Carte du cœur (Playing by Heart) : Valery
- 1999 : Waterproof : Tyree Battle
- 1999 : Dodge's City (TV) : Anne Kincaid
- 1999 : The Hunter's Moon : Mrs. Rabe
- 1999 : Rituals and Resolutions : Nadine
- 1999 : Magnolia de Paul Thomas Anderson : Gwenovier
- 2000 : À la rencontre de Forrester (Finding Forrester) : Ms. Joyce
- 2001 : The Beast (série TV) : Sonya Topple
- 2001 : A.I. Intelligence artificielle (Artificial Intelligence: AI) : Female Colleague
- 2002 : Something In Between : Tia
- 2003 : Memorial Street : Mother
- 2004 : Soleado : Linda Hunt
- 2004 : The Assassination of Richard Nixon : Mae Simmons
- 2004 : The Stronger
- 2005 : Constantine : Dr. Leslie Archer
- 2006 : Behind Enemy Lines: Axis of Evil : Ellie Brilliard
- 2006-2007 : Lost : Les Disparus : Bea Klugh (3 épisodes)
- 2006 : The Lost Room : Lee Bridgewater (3 épisodes)
- 2007 : Je suis une légende : personnalité de la télévision
- 2007 : The Nine : 52 heures en enfer : Andrea Williams (5 épisodes)
- 2007 : Boston Justice : Attorney Regina Williams (1 épisode)
- 2008 - 2009 : Ghost Whisperer : la voyante (2 épisodes)
- 2008 : Grey's Anatomy : sœur de Greta (1 épisode)
- 2008 : American Son (en) : Donna
- 2009 : Lie to Me : Mme Lennox (1 épisode)
- 2009 : Fame : la mère de Denise
- 2009 : Fringe : détective (1 épisode)
- 2010 - 2011 : Pretty Little Liars : Agent Cooper (2 épisodes)
- 2010 : Miami Medical : Dr Sandoval (1 épisode)
- 2010 : Day One (téléfilm) : Max
- 2011 : American Horror Story : infirmière Naima (1 épisode)
- 2011 : Men of a Certain Age : directrice commercial (1 épisode)
- 2011 : Off the Map : Urgences au bout du monde : Fran (1 épisode, VF : Maïk Darah)
- 2011 : The Defenders : Hannah Harper (1 épisode)
- 2012 : Last Resort : Amanda Straugh (2 épisodes)
- 2013 : The Bridge : officier des services d'immigration (1 épisode)
- 2013 : Die Hard : Belle journée pour mourir : Sue Easton
- 2014 : Sons of Anarchy : Loutreesha Haddem (5 épisodes)
- 2014 : Un amour d'hiver : Dr Elizabeth Lee (non créditée)
- 2014 : Whiplash : Rachel Bornholdt
- 2015 : Murder : Jugee Renee Garret (2 épisodes)
- 2015 : Hunger Games : La Révolte, partie 2  : Docteur Aurelius
- 2015 : Battle Creek : Dr Jackson
- 2015 : Glee : Mme Jones, la mère de Mercedes Jones (1 épisode)
- 2016 : Zoo : Eleanor (3 épisodes)
- 2016 : Underground (1 épisode)